# Ruisseau de l'Épie
Pour les articles homonymes, voir EPI.
Le ruisseau de l'Epie ou de l'Épi est une rivière française qui coule dans le département du Cantal. C'est un affluent de la Truyère en rive droite, donc un sous-affluent de la Garonne par le Lot.

## Géographie
De 27,3 km de longueur, le ruisseau de l'Epie prend naissance sur le flanc oriental du Plomb du Cantal sur le territoire de la commune de Brezons, à l'est du puy de Grandval. La rivière adopte d'emblée la direction du sud-est qu'elle  maintient sur les deux tiers de son parcours. Elle dévale ainsi les pentes du massif. Au niveau de la commune d'Oradour, elle effectue un léger virage en direction du sud. Elle garde cette orientation jusqu'à la fin de son parcours de plus de 27 kilomètres. L'Épi se jette dans la Truyère (rive droite) entre les localités d'Oradour et de Neuvéglise, au niveau d'un bras du lac de retenue du barrage de Sarrans.

### Départements et communes traversées
Le ruisseau de l'Epie traverse ou longe, d'amont en aval, les communes suivantes, toutes situées dans le département du Cantal : Brezons, Paulhac, Cézens, Cussac, Oradour, Neuvéglise

## Principaux affluents
- Ruisseau de Prat de Bouc : 3,8 km
- Ruisseau de Lavergne : 3 km
- Ruisseau de la Caire : 3,3 km
- Ruisseau de Cézens : 8,1 km
- Ruisseau de Rouire : 3,5 km
- Ruisseau de la Tourette : 10,3 km

## Hydrologie
L'Épie est une rivière irrégulière mais abondante, à l'instar de l'ensemble des cours d'eau issus du massif du Cantal. 

### L'Épie à Oradour
Son débit a été observé durant une période de 17 ans (1992-2008), à Oradour (au pont de Rochebrune), localité du département du Cantal située à huit kilomètres de son confluent avec la Truyère. La surface ainsi étudiée est de 63,5 km2, soit les deux tiers de la totalité du bassin versant de la rivière.
Le module de la rivière à Oradour est de 1,20 m3/s.
L'Épie présente des fluctuations saisonnières de débit assez importantes. Les hautes eaux se déroulent en hiver et au début du printemps, de décembre à avril, et se caractérisent par des débits mensuels moyens allant de 1,55 à 2 m3/s. Elles présentent deux maxima, le premier en janvier (2 m3/s) et le second en mars (1,91 m3/s). Entre ces deux sommets le débit mensuel diminue tout en restant élevé. À partir du mois d'avril cependant, le débit baisse progressivement jusqu'aux basses eaux d'été qui ont lieu de juillet à septembre (minimum de 0,321 m3/s en août). Mais ces moyennes mensuelles ne sont que des moyennes et cachent des fluctuations bien plus prononcées sur de courtes périodes ou selon les années.

### Étiage ou basses eaux
Aux étiages, le VCN3 peut chuter jusque 0,063 m3/s (63 litres/s), en cas de période quinquennale sèche.

### Crues
Les crues peuvent être assez importantes, compte tenu de l'exigüité du bassin versant. Les QIX 2 et QIX 5 valent respectivement 12 et 23 m3/s. Le QIX 10 est de 30 m3/s, le QIX 20 de 37 m3/s, tandis que le QIX 50 n'a pas été calculé, faute d'une durée d'observation suffisante pour le faire.
Le débit instantané maximal enregistré à la station d'Oradour a été de 84,9 m3/s le 13 janvier 2004, tandis que la valeur journalière maximale était de 41,7 m3/s le 17 janvier de la même année. En comparant la première de ces valeurs à l'échelle des QIX de la rivière, il ressort que cette crue était plus de deux fois supérieure à la crue vicennale définie par le QIX 20, et donc tout à fait exceptionnelle.

### Lame d'eau et débit spécifique
L'Épie est une rivière très abondante. La lame d'eau écoulée dans son bassin versant est de 600 millimètres annuellement, ce qui est près de deux fois supérieur à la moyenne d'ensemble de la France (320 millimètres par an), et dépasse largement les moyennes du bassin de la Garonne (384 millimètres par an) et du Lot (446 millimètres par an). Le débit spécifique (ou Qsp) atteint le chiffre élevé de 19 litres par seconde et par kilomètre carré de bassin.